# Montecelli
Montecelli är en ort i Mexiko.   Den ligger i kommunen Hueytamalco och delstaten Puebla, i den sydöstra delen av landet, 210 km öster om huvudstaden Mexico City. Montecelli ligger 350 meter över havet och antalet invånare är 372.
Terrängen runt Montecelli är varierad. Runt Montecelli är det ganska tätbefolkat, med 104 invånare per kvadratkilometer. Närmaste större samhälle är Tlapacoyan, 17,4 km sydost om Montecelli. Omgivningarna runt Montecelli är en mosaik av jordbruksmark och naturlig växtlighet.